# Archilejeunea grollei
Archilejeunea grollei là một loài Rêu trong họ Lejeuneaceae. Loài này được Gradst. mô tả khoa học đầu tiên năm 1993.